# 1561 год
1561 (ты́сяча пятьсо́т шестьдеся́т пе́рвый) год  по юлианскому календарю — невисокосный год, начинающийся в среду. Это 1561 год нашей эры, 1‑й год 7‑го десятилетия XVI века 2‑го тысячелетия, 2‑й год 1560‑х годов. Он закончился 464 года назад.
| Пн | Вт | Ср | Чт | Пт | Сб | Вс |
|    |    | 1  | 2  | 3  | 4  | 5  |
| 6  | 7  | 8  | 9  | 10 | 11 | 12 |
| 13 | 14 | 15 | 16 | 17 | 18 | 19 |
| 20 | 21 | 22 | 23 | 24 | 25 | 26 |
| 27 | 28 | 29 | 30 | 31 |    |    |

| Пн | Вт | Ср | Чт | Пт | Сб | Вс |
|    |    |    |    |    | 1  | 2  |
| 3  | 4  | 5  | 6  | 7  | 8  | 9  |
| 10 | 11 | 12 | 13 | 14 | 15 | 16 |
| 17 | 18 | 19 | 20 | 21 | 22 | 23 |
| 24 | 25 | 26 | 27 | 28 |    |    |

| Пн | Вт | Ср | Чт | Пт | Сб | Вс |
|    |    |    |    |    | 1  | 2  |
| 3  | 4  | 5  | 6  | 7  | 8  | 9  |
| 10 | 11 | 12 | 13 | 14 | 15 | 16 |
| 17 | 18 | 19 | 20 | 21 | 22 | 23 |
| 24 | 25 | 26 | 27 | 28 | 29 | 30 |
| 31 |    |    |    |    |    |    |

| Пн | Вт | Ср | Чт | Пт | Сб | Вс |
|    | 1  | 2  | 3  | 4  | 5  | 6  |
| 7  | 8  | 9  | 10 | 11 | 12 | 13 |
| 14 | 15 | 16 | 17 | 18 | 19 | 20 |
| 21 | 22 | 23 | 24 | 25 | 26 | 27 |
| 28 | 29 | 30 |    |    |    |    |

| Пн | Вт | Ср | Чт | Пт | Сб | Вс |
|    |    |    | 1  | 2  | 3  | 4  |
| 5  | 6  | 7  | 8  | 9  | 10 | 11 |
| 12 | 13 | 14 | 15 | 16 | 17 | 18 |
| 19 | 20 | 21 | 22 | 23 | 24 | 25 |
| 26 | 27 | 28 | 29 | 30 | 31 |    |

| Пн | Вт | Ср | Чт | Пт | Сб | Вс |
|    |    |    |    |    |    | 1  |
| 2  | 3  | 4  | 5  | 6  | 7  | 8  |
| 9  | 10 | 11 | 12 | 13 | 14 | 15 |
| 16 | 17 | 18 | 19 | 20 | 21 | 22 |
| 23 | 24 | 25 | 26 | 27 | 28 | 29 |
| 30 |    |    |    |    |    |    |

| Пн | Вт | Ср | Чт | Пт | Сб | Вс |
|    | 1  | 2  | 3  | 4  | 5  | 6  |
| 7  | 8  | 9  | 10 | 11 | 12 | 13 |
| 14 | 15 | 16 | 17 | 18 | 19 | 20 |
| 21 | 22 | 23 | 24 | 25 | 26 | 27 |
| 28 | 29 | 30 | 31 |    |    |    |

| Пн | Вт | Ср | Чт | Пт | Сб | Вс |
|    |    |    |    | 1  | 2  | 3  |
| 4  | 5  | 6  | 7  | 8  | 9  | 10 |
| 11 | 12 | 13 | 14 | 15 | 16 | 17 |
| 18 | 19 | 20 | 21 | 22 | 23 | 24 |
| 25 | 26 | 27 | 28 | 29 | 30 | 31 |

| Пн | Вт | Ср | Чт | Пт | Сб | Вс |
| 1  | 2  | 3  | 4  | 5  | 6  | 7  |
| 8  | 9  | 10 | 11 | 12 | 13 | 14 |
| 15 | 16 | 17 | 18 | 19 | 20 | 21 |
| 22 | 23 | 24 | 25 | 26 | 27 | 28 |
| 29 | 30 |    |    |    |    |    |

| Пн | Вт | Ср | Чт | Пт | Сб | Вс |
|    |    | 1  | 2  | 3  | 4  | 5  |
| 6  | 7  | 8  | 9  | 10 | 11 | 12 |
| 13 | 14 | 15 | 16 | 17 | 18 | 19 |
| 20 | 21 | 22 | 23 | 24 | 25 | 26 |
| 27 | 28 | 29 | 30 | 31 |    |    |

| Пн | Вт | Ср | Чт | Пт | Сб | Вс |
|    |    |    |    |    | 1  | 2  |
| 3  | 4  | 5  | 6  | 7  | 8  | 9  |
| 10 | 11 | 12 | 13 | 14 | 15 | 16 |
| 17 | 18 | 19 | 20 | 21 | 22 | 23 |
| 24 | 25 | 26 | 27 | 28 | 29 | 30 |

| Пн | Вт | Ср | Чт | Пт | Сб | Вс |
| 1  | 2  | 3  | 4  | 5  | 6  | 7  |
| 8  | 9  | 10 | 11 | 12 | 13 | 14 |
| 15 | 16 | 17 | 18 | 19 | 20 | 21 |
| 22 | 23 | 24 | 25 | 26 | 27 | 28 |
| 29 | 30 | 31 |    |    |    |    |

## События
- 1493—1593 — Столетняя хорватско-османская война. Серия вооружённых конфликтов между Королевством Хорватия и Османской империей[1].
- 1507—1622 — Португало-персидская война. Ряд вооружённых конфликтов между колониалистской Португалией и вассальным Ормузом, с одной стороны, и Сефевидской империей, поддерживаемой англичанами, с другой[2].
- 1511—1641 — Малайско-португальская война. Вооружённый конфликт XVI-XVII веков, в котором Малаккский султанат при поддержке империи Мин, Голландской Ост-Индской компании (с 1607) и Джохора безуспешно сопротивлялся Португальской империи, стремившейся захватить Малакку и установить контроль над торговлей между Индией и Китаем[3].
- 1545—1563 — Тридентский собор католической церкви. Утвердил догматы о первородном грехе, чистилище. Один из важнейших соборов в истории Католической церкви. Собрался, чтобы дать ответ движению Реформации. Считается отправной точкой Контрреформации[4].
- 1551—1562 — Австро—турецкая война[5].
- 1558—1566 — Португало-турецкая война[6].
- 1560—1570 — Монгольское завоевание Малвы[7].
- 1561 — Поход шаха Тахмаспа в Картли и Кахетию[8].
- 4 — 6 июня — ливонские города, в том числе и города Ревель, дворяне Эстландии присягнули на верность Швеции, после чего ВКЛ активизировало подчинение Ливонии. Фактически произошёл раздел Ливонии на польско-литовскую, датскую и шведскую зоны влияния[9].
- Июнь — захват Швецией Ревеля. Захват Эстляндии, а также острова Даго. Швеция, Дания и Литва предприняли блокаду Нарвы[9].
- 28 ноября — 2-й Виленский договор (первый в 1559 году) ливонских феодалов с королём Польши Сигизмундом Августом. Ликвидация Ливонского ордена. Образование Курляндского герцогства[10] во главе с бывшим великим магистром Ливонского ордена Готардом Кетлером. Присоединение к Польше Курляндии и Латгалии, кроме Рижского округа. Ливонские земли, в том числе и Рига, должны были перейти под власть великого литовского князя и польского короля. Образование Задвинского герцогства (Лифляндии), находившейся в зависимости от Сигизмунда II Августа[9].
  - 28 ноября — ленниками Сигизмунда II Августа становятся курляндские герцоги, а все земли Ливонии севернее Западной Двины объявляются провинцией под непосредственным управлением короля[11].

### Без точных дат
- Испанский король Филипп II перенёс в Мадрид из Толедо столицу государства. Мадрид стал центром политической и дворцовой жизни.
- Волнения эстонских и латышских крестьян.
- В Валансьене народ разогнал жандармерию и спас от казни двух еретиков.
- Екатерина Медичи заставила духовенство продать часть церковных земель. Это дало деньги для подавления восстаний на юге.
- Король Швеции Эрик XIV принял Арбогскую конституцию, ограничившую власть герцогов, что привело к конфликту с его братом Юханом III[12].

## Русское государство
Царствование: 1533—1584 — Иван IV Васильевич Грозный
- По прошению московских политиков и церковный властей 1557 года, утверждённой грамотой от имени Собора и патриарха Константинопольского Иосафа II, Ивану Грозному дарован царский титул (венчан в 1547 году), который декларировал обретение суверенитета по отношению к ордынским царствам, равноправное по отношению к Священной Римской империи и её "цесарю"[13].
- 1561—1570 — началась Русско-литовская война (часть Ливонской войны)[14].
- 1558—1583 — Ливонская война[9][9]. 
  - Начало одного из эпизодов Ливонской войны — Русско-литовской войны (1561—1570) по А.И. Филюшкину[9].
  - 28 ноября — Виленская уния. Русское государство подписало договор с Ливонией о разделе сфер влияния в Ливонии со Швецией (второй договор подписан в 1564 году)[9].
- Висковатый Иван Михайлович пожалован должностью печатник. Провёл серьёзную реформу государственной сфрагнистики (в 1561 году малой печати в 1562/63 большой печати, 1564 наместнических и ливонской печатей, в 1565 новгородской печатей)[15].
  - 3 февраля — по царскому указанию изготовлена новая печать: "орёл двуеглавной, а середи его человек на коне, а на другой стороне орел же двуеглавной, а середи его единорог"[16].
- 6 февраля — Иван Грозный принимает послов короля Сигизмунда II Августа, но переговоры заканчиваются безрезультатно[16].
- Июнь — Симеон Бекбулатович вместе с родителями и тёткой выехал на службу Русскому государству[17].
- 7 августа — Иван Грозный заключает мирный договор с шведским королём Эриком XIV, сроком на 20 лет, рассчитывая на сотрудничество в борьбе с Польшей[16].
- 21 августа — Иван Грозный женится на Кучене, дочери кабардинского князя Темрюка Идарова, получившая при крещении имя — Мария. Новгородский архиепископ Пимен посылает им по случаю бракосочетания в подарок кресты и иконы[16].
  - Август — по случаю женитьбы Ивана Грозного с Марией Темрюковной, Фёдор Иванович получает в подарок от новгородского архиепископа Пимена икону и сорок золотых[16].
- На службу великому князю и Государю выехал родоначальник дворянского рода: Шуваловы (одна из ветвей позже пожалована графским титулом)[18].

### Города и поселения
- 1555—1561 — в Москве на Красной площади закончено строительство храма Василия Блаженного[19].

### Руководители приказов
| Года      | Приказ           | Ф,И,О главы                | Примечания |
| --------- | ---------------- | -------------------------- | ---------- |
| 1549-1561 | Посольского дела | Висковатов Иван Михайлович |            |
|           |                  |                            |            |
|           |                  |                            |            |

## Начало правления
См. также: Список глав государств в 1561 году
- 1561 — царь Конго Афонсу II.
- 1561—1567/1568 — царь Конго Бернард I.
- 1561—1583 — хан Бухары Искандер-хан[20].
- Абдулла-хан II, правил в Бухаре от имени своего отца Искандер-хана[20].

## Наука
- Астрономическое явление 1561 года над Нюрнбергом.

## Родились

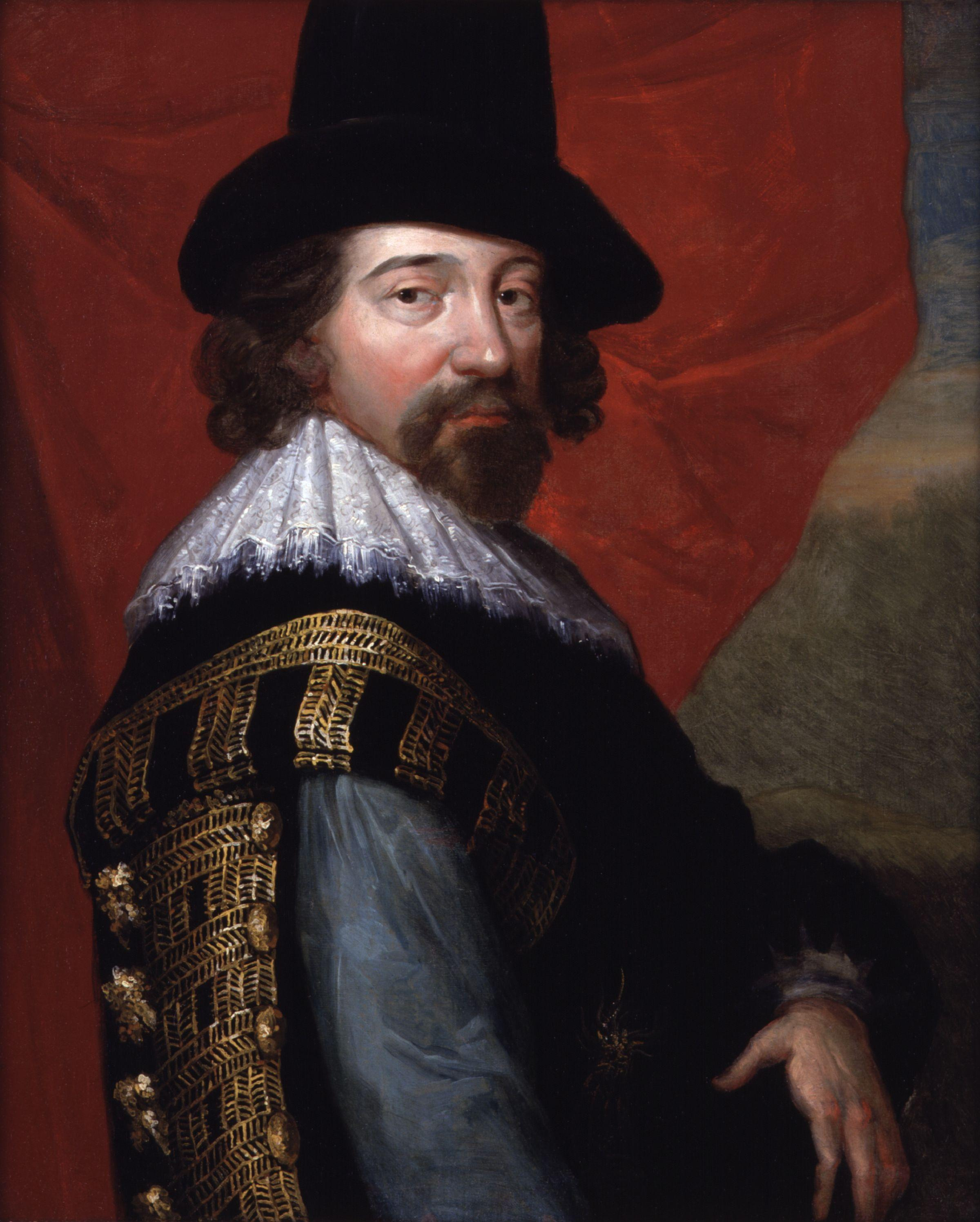
Изображение Фрэнсиса Бэкона

См. также: Категория:Родившиеся в 1561 году
- Бригс, Генри — английский математик.
- Бэкон, Фрэнсис — английский философ, историк, политический деятель, основоположник эмпиризма. В 1584 году в возрасте 23 лет был избран в парламент. С 1617 года лорд-хранитель печати, затем — лорд-канцлер; барон Веруламский и виконт Сент-Олбанский.
- Гонгора, Луис де — испанский поэт эпохи барокко.
- Пери, Якопо — итальянский композитор и певец, член Флорентийской камераты, автор произведения, которое считается первой оперой («Дафна», около 1597; не сохранилась), и старейшей сохранившейся оперы «Эвридика» (1600).
- Санторио — изобретатель ртутного термометра, итальянский врач — анатом и физиолог.
- Фукусима Масанори — японский военный и политический деятель, полководец периода Адзути-Момояма.

## Скончались

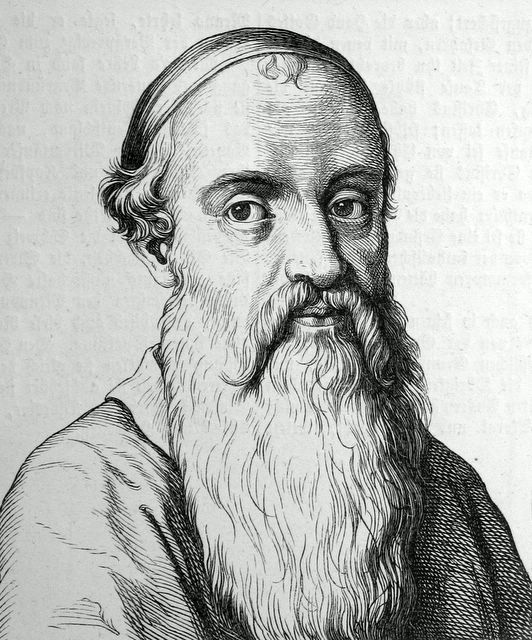
Изображение Менно Симонса

См. также: Категория:Умершие в 1561 году
- Начало года — Адашев Алексей Фёдорович, русский государственный и политический деятель[21].
- Банделло, Маттео — выдающийся итальянский новеллист
- Рустем-паша-великий визирь Османской империи. Традиционно считается, что он умер от водянки, но есть версия, что он стал жертвой заговора своих врагов, опасавшихся его чрезмерного могущества и влияния в империи.
- Берругете, Алонсо — испанский скульптор, живописец-маньерист и архитектор испанского Возрождения.
- Иона и Вассиан — преподобные Русской церкви, Соловецкие чудотворцы.
- Гарамон, Клод — парижский пуансонист, печатник, одна из важнейших фигур французского ренессанса. Он был учеником печатников Антуана Ожеро и Симона де Колина[англ.]. Позже основал небольшую книгопечатню неподалёку от Сорбонны.
- Менно Симонс — выдающийся лидер анабаптистского движения в Нидерландах в XVI веке. Его последователи впоследствии стали известны под именем меннонитов. Симонс противостоял радикальным хилиастическим взглядам мельхиоритов, совершивших мюнстерскую революцию. Благодаря влиянию Симонса, голландские анабаптисты заняли позиции пацифизма и смогли сохраниться как религиозное движение.
- Ямамото Кансукэ — японский военачальник периода Сэнгоку.
- Шехзаде Баязид — сын Султана Сулеймана . Казнён по приказу отца